# Hervé Barmasse
Hervé Barmasse est un alpiniste italien originaire de la Vallée d'Aoste.

## Biographie
Né à Aoste le 21 décembre 1977, mais originaire de Valtournenche, il est fils de l'alpiniste et guide de montagne valtournain Marc Barmasse.
Il commence sa carrière en tant que moniteur de ski (1996) et de snowboard (1997). Il devient ensuite technicien du service de secours alpin régional du Val d'Aoste et guide alpin de montagne en 2000. En 2007, il obtient la licence d'instructeur national de guides alpins.
Il fait partie du Global Team « The North Face », en tant qu'alpiniste et athlète.

## Ouvrages
- Hervé Barmasse, La montagne en moi, éditions Paulsen, 2016